# 2006 год в кино
В данной статье представлены списки топ-10 самых кассовых фильмов года, самих фильмов, вышедших в течение года, и наград, полученных фильмами за 2006 год.

## Лидеры проката
| Место | Название                                   | Студия               | Мировые сборы  |
| ----- | ------------------------------------------ | -------------------- | -------------- |
| 1     | Пираты Карибского моря: Сундук мертвеца    | Walt Disney Pictures | $1 066 179 725 |
| 2     | Код да Винчи                               | Columbia Pictures    | $758 239 851   |
| 3     | Ледниковый период 2: Глобальное потепление | 20th Century Fox     | $660 940 780   |
| 4     | Казино «Рояль»                             | Columbia Pictures    | $599 045 960   |
| 5     | Ночь в музее                               | 20th Century Fox     | $574 480 841   |
| 6     | Тачки                                      | Walt Disney Pictures | $462 216 280   |
| 7     | Люди Икс: Последняя битва                  | 20th Century Fox     | $459 359 555   |
| 8     | Миссия невыполнима 3                       | Paramount Pictures   | $397 850 012   |
| 9     | Возвращение Супермена                      | Warner Bros.         | $391 081 192   |
| 10    | Делай ноги                                 | Warner Bros.         | $384 335 608   |

### Лидеры российского проката
| Место | Название                                   | Сборы       |
| ----- | ------------------------------------------ | ----------- |
| 1     | Дневной Дозор                              | $31 965 087 |
| 2     | Пираты Карибского моря: Сундук мертвеца    | $27 512 316 |
| 3     | Волкодав из рода Серых Псов                | $20 004 602 |
| 4     | Ледниковый период 2: Глобальное потепление | $19 227 398 |
| 5     | Жара                                       | $15 629 902 |
| 6     | Код да Винчи                               | $13 283 667 |
| 7     | Ночь в музее                               | $12 955 968 |
| 8     | Бумер. Фильм второй                        | $12 679 774 |
| 9     | Сволочи                                    | $9 662 551  |
| 10    | Парфюмер: История одного убийцы            | $9 264 876  |

## Фильмы

### Мировое кино
- «V — значит вендетта»

#### 1-9
- «16 кварталов»
- «30 дней до рассвета»

#### А
- «Агент 117: Каир — шпионское гнездо»
- «Адреналин»
- «Альфа Дог»
- «Американский пирог 5: Голая миля»
- «Американская мечта»
- «Апокалипсис»
- «Астерикс и Викинги»
- «Атака куриных зомби»

#### Б
- «Бандитки»
- «Башни-близнецы»
- «Беги без оглядки»
- «Белый плен»
- «Беспредел на окраине»
- «Бесстрашный»
- «Биби – маленькая волшебница и тайна ночных птиц»
- «Большое путешествие»
- «Бунтарка»

#### В
- «Вавилон»
- «Ветер, что качает вереск»
- «Возвращение»
- «Возвращение Супермена»
- «В погоне за счастьем»

#### Г
- «Гарфилд 2»
- «Гроза муравьёв»
- «Громобой»

#### Д
- «Дом большой мамочки 2»
- «Девушка из воды»
- «Дежа вю»
- «Делай ноги» (анимация)
- «Держи ритм»
- «Дикость»
- «Дитя человеческое»
- «Добро пожаловать, или Соседям вход воспрещён»
- «Дом-монстр» (анимация)
- «Дом у озера»
- «Другой мир: Эволюция»
- «Дрейф»
- «Дурная слава»
- «Дьявол носит Prada»

#### Ж
- «Жизнь других»

#### З
- «Змеиный полёт»
- «Загадка 9/11»

#### И
- «Иллюзионист»

#### К
- «Казино „Рояль“»
- «Как малые дети»
- «Капитан Алатристе»
- «Киносвидание»
- «Клерки 2»
- «Клик: С пультом по жизни»
- «Код да Винчи»
- «Королева»
- «Когда звонит незнакомец»
- «Комапаньоны»
- «Кровавый алмаз

#### Л
- «Лабиринт Фавна»
- «Ледниковый период 2: Глобальное потепление»
- «Лесная братва»
- «Люди Икс: Последняя битва»
- «Ложное искушение»
- «Любовь и прочие неприятности»

#### М
- «Маленькая мисс Счастье»
- «Месть»
- «Миссия невыполнима 3»
- «Минотавр»
- «Моя супер-бывшая»
- «Моя ужасная няня»
- «Мы — одна команда»

#### Н
- «Наука сна»
- «Не пойман — не вор»
- «Не вижу зла»
- «Ночь в музее»

#### О
- «Огненная стена»
- «Омен»
- «Он, я и его друзья»
- «Она — мужчина»
- «Основной инстинкт 2: Жажда риска»
- «Остаться в живых»
- «Отпуск по обмену»
- «Отступники»
- «Очень страшное кино 4»

#### П
- «Париж, я люблю тебя»
- «Паутина Шарлотты»
- «Парфюмер: История одного убийцы»
- «Пила 3»
- «Пираты Карибского моря: Сундук мертвеца»
- «Плетёный человек»
- «Полный облом»
- «Посейдон»
- «Полиция Майами: Отдел нравов»
- «Последний король Шотландии»
- «Потерянный рейс»
- «Поцелуй на удачу»
- «Преданный садовник»
- «Престиж»
- «Придурки»
- «Проклятие 2»
- «Прощальный поцелуй»
- «Пункт назначения 3»

#### Р
- «Развод по-американски»
- «Рики Бобби: Король дороги»
- «Рога и копыта»
- «Розовая пантера»
- «Роковая красотка»

#### С
- «Сайлент Хилл»
- «Самый главный босс»
- «Свидание моей мечты»
- «Свора»
- «Сенсация»
- «Сделка с дьяволом»
- «Сдохни, Джон Такер!»
- «Сезон охоты»
- «Смывайся!» (анимация)
- «Суперначо»
- «Счастливое число Слевина»

#### Т
- «Тачки» (анимация)
- «Техасская резня бензопилой: Начало»
- «Тристан + Изольда»
- «Тройной форсаж: Токийский дрифт»
- «Туристас»

#### У
- «У холмов есть глаза»
- «Уроки вождения»
- «Ультрафиолет»

#### Ф
- «Фландрия»

#### Х
- «Хороший год»

#### Ч
- «Человек года» 2006
- «Чёрная книга»
- «Чёрная орхидея»
- «Чёрное рождество»

#### Ш
- «Шаг вперёд»
- «Шайтан»
- «Шалун»
- «Школа негодяев»
- «Шпионские страсти»

#### Э
- «Эрагон»
- «Эскадрилья „Лафайет“»

### Отечественные фильмы и фильмы постсоветских республик

#### РФ
1. 977
2. Азирис Нуна
3. Андерсен. Жизнь без любви
4. Апокриф: музыка для Петра и Павла
5. Бабка-Ёжка
6. Березовский Trip
7. Блюз опадающих листьев
8. Большая любовь
9. Бумер. Фильм второй
10. Варенька
11. В плену времени
12. В последний раз
13. Вдох-выдох
14. Волкодав из рода Серых Псов
15. Восток есть восток
16. Глазами волка
17. Граф Монтенегро
18. Граффити
19. Дневной Дозор
20. Добрыня Никитич и Змей Горыныч
21. Доярка из Хацапетовки
22. Жара
23. Жесть
24. Живой
25. Жулики
26. Запорожская сечь
27. Заяц над бездной
28. Знаки любви
29. Из тумана
30. Изображая жертву
31. Испанский вояж Степаныча
32. Князь Владимир
33. Костяника. Время лета
34. Кто приходит в зимний вечер
35. Лифт
36. Ловушка
37. Меченосец
38. Мне не больно
39. Нанкинский пейзаж
40. Не спать
41. Ненасытные
42. Никто не знает про секс
43. Обратный отсчёт
44. Остров
45. Охота на пиранью
46. Парк советского периода
47. Перегон
48. Питер FM
49. Плакат
50. Полумгла
51. Поцелуй бабочки
52. Преступление и погода
53. Прорыв
54. Противостояние
55. Рождественские истории
56. Русские деньги
57. С Дона выдачи нет
58. Свободное плавание
59. Сволочи
60. Своя чужая сестра
61. Связь
62. Седьмой день
63. Сматывай удочки 2 или Чужой против тел
64. Тагма, дань крови
65. Точка
66. Точка касания
67. Требуется няня
68. Фарт
69. Фартовый
70. Флэшка
71. Франц и Полина
72. Хоттабыч
73. Цель
74. Цепь
75. Час пик
76. Человек безвозвратный
77. Человек в футляре, человек в пальто и человек во фраке
78. Четыре таксиста и собака 2
79. Эйфория

#### Украина
1. Аврора
2. Странное Рождество

#### Фильмы совместных производителей

##### Двух республик в составе РФ
1. Мелодии гор (совм. с Ингушетией)

##### Двух стран
1. Гадкие лебеди (РФ-Франция)
2. Кочевник (Казахстан-Франция)
3. Красный жемчуг любви (РФ-Украина)
4. Последний искатель (РФ-Грузия)
5. Сдвиг (РФ-Казахстан)

## Телесериалы

### Латиноамериканские сериалы

#### Мексика
- Два лица страсти (совм. с США)

### Российские сериалы
- В круге первом
- Вызов
- Грозовые ворота
- Громовы
- Жизнь и смерть Лёньки Пантелеева
- Заколдованный участок
- Счастливы вместе
- Петя Великолепный

### Сериалы совместного производства
- Сёстры по крови (Россия, Украина)

### Украинские сериалы
- Пять минут до метро

## Награды

### Critics' Choice Movie Awards
11-я церемония вручения наград премии Critics' Choice Movie Awards Ассоциацией телекинокритиков США и Канады прошла 9 января 2006 года.
- Лучший фильм (драма): «Горбатая гора»
- Лучший фильм (комедия): «Сорокалетний девственник»
- Лучший режиссёр: Энг Ли — «Горбатая гора»
- Лучшая мужская роль: Филип Сеймур Хоффман — «Капоте»
- Лучшая женская роль: Риз Уизерспун — «Переступить черту»
- Лучшая мужская роль второго плана: Пол Джаматти — «Нокдаун»
- Лучшая женская роль второго плана: Эми Адамс — «Июньский жук» и Мишель Уильямс «Горбатая гора»
- Лучший актёрский состав: «Столкновение»
- Лучший сценарий: Пол Хаггис, Роберт Мореско — «Столкновение»
- Лучший анимационный фильм: «Уоллес и Громит: Проклятие кролика-оборотня»
- Лучший фильм на иностранном языке: «Разборки в стиле кунг-фу» (Гонконг/Китай)

### Премия «Золотой глобус»
63-я церемония вручения наград американской премии «Золотой глобус» за заслуги в области кино и телевидения за 2006 год состоялась 16 января 2006 года в Лос-Анджелесе.
- Лучший фильм (драма): «Горбатая гора»
- Лучший фильм (комедия или мюзикл): «Переступить черту»
- Лучший режиссёр: Энг Ли — «Горбатая гора»
- Лучшая мужская роль (драма): Филип Сеймур Хоффман — «Капоте»
- Лучшая женская роль (драма): Фелисити Хаффман — «Трансамерика»
- Лучшая мужская роль (комедия или мюзикл): Хоакин Феникс — «Переступить черту»
- Лучшая женская роль (комедия или мюзикл): Риз Уизерспун — «Переступить черту»
- Лучшая мужская роль второго плана: Джордж Клуни — «Сириана»
- Лучшая женская роль второго плана: Рэйчел Вайс — «Преданный садовник»
- Лучший сценарий: Лэрри МакМёртри и Дайана Оссана — «Горбатая гора»
- Лучший фильм на иностранном языке: «Рай — сейчас» (Палестина)

### Кинофестиваль «Сандэнс»
Кинофестиваль «Сандэнс-2006» прошёл с 19 по 29 января 2006 года в городе Парк-Сити, штат Юта, США.
- Лучший американский художественный фильм: «Пятнадцатилетняя»
- Лучший зарубежный художественный фильм: «Тринадцать» (Франция)
- Лучший американский документальный фильм: «Бог устал от нас»
- Лучший зарубежный документальный фильм: «В яме» (Мексика)

### Премия гильдия режиссёров Америки
58-я церемония вручения премий Американской гильдии режиссёров за заслуги в области кинематографа состоялась 28 января 2006 года в Лос-Анджелесе.
- Лучший фильм: «Горбатая гора», реж. Энг Ли
- Лучший документальный фильм: «Человек гризли», реж. Вернер Херцог

### Премия «Золотой орёл»
4-я церемония вручения наград премии «Золотой орёл» состоялась 29 января 2006 года в первом павильоне киноконцерна «Мосфильм».
- Лучший игровой фильм: «9 рота»
- Лучшая режиссёрская работа: Алексей Учитель за работу над фильмом «Космос как предчувствие»
- Лучший сценарий: Александр Миндадзе за сценарий к фильму «Космос как предчувствие»
- Лучшая мужская роль: Никита Михалков за роль в фильме «Статский советник»
- Лучшая женская роль: Алла Демидова за роль в фильме «Настройщик»
- Лучшая мужская роль второго плана: Константин Хабенский за роль в фильме «Статский советник»
- Лучшая женская роль второго плана: Нина Русланова за роль в фильме «Настройщик»
- Лучший зарубежный фильм в российском прокате: «Авиатор» (США)

### Премия Гильдии киноактёров США
12-я церемония вручения премии Гильдии киноактёров США за заслуги в области кинематографа и телевидения за 2005 год состоялась 29 января 2006 года в Лос-Анджелесе.
- Лучшая мужская роль: Филип Сеймур Хоффман — «Капоте»
- Лучшая женская роль: Риз Уизерспун — «Переступить черту»
- Лучшая мужская роль второго плана: Пол Джаматти — «Нокдаун»
- Лучшая женская роль второго плана: Рэйчел Вайс — «Преданный садовник»
- Лучший актёрский состав: «Столкновение»

### Берлинский кинофестиваль
56-й Берлинский международный кинофестиваль проходил с 9 по 19 февраля 2006 года Берлине, Германия. В основной конкурс вошли 19 лент. Жюри основного конкурса возглавляла британская актриса Шарлотта Рэмплинг.
- Золотой медведь: «Грбавица», реж. Ясмила Жбанич (Босния и Герцеговина, Австрия, Германия)
- Гран-при жюри (Серебряный медведь): «Мыло», реж. Пернилла Фишер Кристенсен (Швеция, Дания)
- Серебряный медведь за лучшую режиссёрскую работу: Мат Уайткросс и Майкл Уинтерботтом, «Дорога на Гуантанамо» (Великобритания)
- Серебряный медведь за лучшую мужскую роль: Мориц Бляйбтрой за «Элементарные частицы» (Германия)
- Серебряный медведь за лучшую женскую роль: Сандра Хюллер за «Реквием» (Германия)

### Премия BAFTA
59-я церемония вручения наград британской премии «BAFTA» состоялась 19 февраля 2006 года в Лондоне, Великобритания.
- Лучший фильм: «Горбатая гора»
- Лучший британский фильм: «Уоллес и Громит: Проклятие кролика-оборотня»
- Лучший фильм на иностранном языке: «Моё сердце биться перестало» (Франция)
- Лучший режиссёр: Энг Ли — «Горбатая гора»
- Лучшая мужская роль: Филип Сеймур Хоффман — «Капоте»
- Лучшая женская роль: Риз Уизерспун — «Переступить черту»
- Лучшая мужская роль второго плана: Джейк Джилленхол — «Горбатая гора»
- Лучшая женская роль второго плана: Тэнди Ньютон — «Столкновение»
- Лучший оригинальный сценарий: Пол Хаггис, Роберт Мореско — «Столкновение»
- Лучший адаптированный сценарий: Лэрри МакМёртри и Дайана Оссана — «Горбатая гора»

### Премия «Сезар»
31-я церемония вручения наград премии «Сезар» за заслуги в области французского кинематографа за 2005 год состоялась 25 февраля 2006 года в театре «Шатле» (Париж, Франция)
- Лучший фильм: «Моё сердце биться перестало»
- Лучший фильм на иностранном языке: «Малышка на миллион» (США)
- Лучший режиссёр: Жак Одиар — «Моё сердце биться перестало»
- Лучшая мужская роль: Мишель Буке — «Прогуливающийся по Марсову полю»
- Лучшая женская роль: Натали Бай — «Молодой лейтенант»
- Лучшая мужская роль второго плана: Нильс Ареструп — «Моё сердце биться перестало»
- Лучшая женская роль второго плана: Сесиль де Франс — «Красотки»
- Лучший оригинальный сценарий: Ален-Мишель Блан и Раду Михайляну — «Приди, увидь и стань»
- Лучший адаптированный сценарий: Жак Одиар и Тонино Бенаквиста — «Моё сердце биться перестало»

### Премия «Независимый дух» (Independent Spirit Awards)
21-я церемония вручения премии «Независимый дух», ориентированной в первую очередь на американское независимое кино, за 2005 год состоялась 4 марта 2006 года.
- Лучший фильм: «Горбатая гора»
- Лучший режиссёр: Энг Ли — «Горбатая гора»
- Лучшая мужская роль: Филип Сеймур Хоффман — «Капоте»
- Лучшая женская роль: Фелисити Хаффман — «Трансамерика»
- Лучшая мужская роль второго плана: Мэтт Диллон — «Столкновение»
- Лучшая женская роль второго плана: Эми Адамс — «Июньский жук»
- Лучший сценарий: Дэн Футтерман — «Капоте»
- Лучший фильм на иностранном языке: «Рай — сейчас» (Палестина)

### Премия «Оскар»
78-я церемония вручения наград американской премии «Оскар» состоялась 5 марта 2006 года в театре «Кодак», Лос-Анджелес, США. Ведущим церемонии был телеведущий и продюсер Джон Стюарт.
- Лучший фильм: «Столкновение»
- Лучший режиссёр: Энг Ли — «Горбатая гора»
- Лучшая мужская роль: Филип Сеймур Хоффман — «Капоте»
- Лучшая женская роль: Риз Уизерспун — «Переступить черту»
- Лучшая мужская роль второго плана: Джордж Клуни — «Сириана»
- Лучшая женская роль второго плана: Рэйчел Вайс — «Преданный садовник»
- Лучший оригинальный сценарий: Пол Хаггис, Роберт Мореско — «Столкновение»
- Лучший адаптированный сценарий: Лэрри МакМёртри и Дайана Оссана — «Горбатая гора»
- Лучший анимационный фильм: «Уоллес и Громит: Проклятие кролика-оборотня»
- Лучший фильм на иностранном языке: «Цоци» (ЮАР)

### Премия «Белый слон»
8-я церемония кинопремии Гильдии киноведов и кинокритиков России «Белый слон» прошла 10 марта в Московском музыкальном театре имени Станиславского и Немировича-Данченко.
- Лучший фильм: «Солнце»
- Лучшая режиссёрская работа: Александр Сокуров — «Солнце»
- Лучший сценарий: Александр Гоноровский, Рамиль Ямалеев — «Первые на Луне»
- Лучший дебют: «Первые на Луне»
- Лучший мужская роль: Данила Козловский — «Garpastum»
- Лучшая женская роль: Марина Зубанова — «Требуется няня»
- Лучший мужская роль второго плана: Сергей Гармаш — «Бедные родственники»
- Лучшая женская роль второго плана: Оксана Фандера — «Статский советник»

### Премия «Ника»
19-я церемония вручения наград премии «Ника» состоялась 17 марта 2006 года в Центральном академическом театре Российской армии.
- Лучший игровой фильм: «9 рота»
- Лучший фильм стран СНГ и Балтии: «Тбилиси-Тбилиси» (Грузия)
- Лучшая режиссёрская работа: Алексей Герман мл. за работу над фильмом «Garpastum»
- Лучший сценарий: Юрий Арабов за сценарий к фильму «Солнце»
- Лучшая мужская роль: Евгений Миронов за роль в фильме «Космос как предчувствие»
- Лучшая женская роль: Алиса Фрейндлих за роль в фильме «На Верхней Масловке»
- Лучшая мужская роль второго плана: Сергей Баталов за роль в фильме «Коля — Перекати поле»
- Лучшая женская роль второго плана: Ирина Розанова за роль в фильме «Коля — Перекати поле»

### Премия «Сатурн»
32-я церемония вручения наград премии «Сатурн» за заслуги в области фантастики, фэнтези и фильмов ужасов состоялась 2 мая 2006 года в Лос-Анджелесе (Калифорния, США).
- Лучший научно-фантастический фильм: "Звёздные войны. Эпизод III: Месть ситхов "
- Лучший фильм-фэнтези: «Бэтмен: Начало»
- Лучший фильм ужасов/триллер: "Шесть демонов Эмили Роуз "
- Лучший приключенческий фильм/боевик: «Город Грехов»
- Лучший полнометражный мультфильм: «Труп невесты»
- Лучший режиссёр: Питер Джексон — «Кинг-Конг»
- Лучшая мужская роль: Кристиан Бейл — «Бэтмен: Начало»
- Лучшая женская роль: Наоми Уоттс — «Кинг-Конг»
- Лучшая мужская роль второго плана: Микки Рурк — «Город Грехов»
- Лучшая женская роль второго плана: Саммер Глау — «Миссия „Серенити“»
- Лучший сценарий: Кристофер Нолан и Дэвид С. Гойер — «Бэтмен: Начало»

### Каннский кинофестиваль
59-й Каннский международный кинофестиваль проходил с 17 по 28 мая 2006 года в Каннах, Франция. В основной конкурс вошли 20 лент. Жюри основного конкурса возглавил гонконгский режиссёр Вонг Карвай.
- Золотая пальмовая ветвь: «Ветер, который качает вереск», реж. Кен Лоуч (Ирландия)
- Гран-при: «Фландрия», реж. Брюно Дюмон (Франция)
- Приз жюри: «Жилой комплекс „Ред Роуд“», реж. Андреа Арнольд (Великобритания, Дания)
- Лучший режиссёр: Алехандро Гонсалес Иньярриту за «Вавилон» (Франция, США, Мексика)
- Лучший сценарий: Педро Альмодовар за «Возвращение» (Испания)
- Лучшая мужская роль: актёрский ансамбль фильма «Патриоты» (Алжир, Франция)
- Лучшая женская роль: актёрский ансамбль фильма «Возвращение» (Испания)

### MTV Movie Awards
Церемония вручения кинонаград канала MTV состоялась 3 июня 2006 года в Лос-Анджелесе. Ведущим стал американская актриса Джессика Альба.
- Лучший фильм года: «Незваные гости»
- Лучший актёр/актриса: Джейк Джилленхол — «Горбатая гора»
- Прорыв года: Айла Фишер — «Незваные гости»

### «Кинотавр»
17-й открытый российский кинофестиваль «Кинотавр-2006» проходил с 4 по 12 июня 2006 года в Сочи. Жюри возглавил драматург Рустам Ибрагимбеков.
- Лучший фильм: «Изображая жертву», реж. Кирилл Серебренников
- Лучший режиссёр: Борис Хлебников, «Свободное плавание»
- Лучшая мужская роль: Александр Яценко, фильм «Мне не больно»
- Лучшая женская роль: Рената Литвинова, фильм «Мне не больно»
- Лучший сценарий: Игорь Порублев, Александр Велединский, фильм «Живой»

### Московский международный кинофестиваль
28-й Московский международный кинофестиваль прошёл в Москве с 23 июня по 2 июля 2006 года. Председателем жюри основного конкурса был польский режиссёр Анджей Жулавский. В основном конкурсе участвовали 17 фильмов, в том числе — «Червь» Алексея Мурадова. Главный приз кинофестиваля, «Золотой Георгий», получил шведский фильм «О Саре» Карима Отмана.

### Венецианский кинофестиваль
63-й Венецианский международный кинофестиваль проходил с 30 августа по 9 сентября 2006 года в Венеции, Италия. В основной конкурс вошли 22 ленты, в том числе фильм «Эйфория» Ивана Вырыпаева. Жюри основного конкурса возглавляла французская актриса Катрин Денёв.
- Золотой лев: «Натюрморт», реж. Цзя Чжанкэ (Китай)
- Серебряный лев за лучшую режиссёрскую работу: Ален Рене, «Сердца» (Франция)
- Специальный приз жюри: «Сухой закон», реж. Махамат-Салех Харун (Чад, Франция,Бельгия, Австрия)
- Золотые Озеллы за лучший сценарий: Питер Морган, «Королева» (Великобритания)
- Кубок Вольпи за лучшую мужскую роль: Бен Аффлек за роли в фильме «Смерть супермена» (США)
- Кубок Вольпи за лучшую женскую роль: Хелен Миррен за роль в фильме «Королева» (Великобритания)

### Премия Европейской киноакадемии
19-я церемония континентальной премии Европейской академии кино состоялась 2 декабря 2006 года в столице Польши, Варшаве.
- Лучший фильм: «Жизнь других» (Германия, Франция)
- Лучший режиссёр: Педро Альмодовар — «Возвращение» (Испания)
- Лучший сценарий: Флориан Хенкель фон Доннерсмарк — «Жизнь других» (Германия, Франция)
- Лучшая мужская роль: Ульрих Мюэ — «Жизнь других» (Германия, Франция)
- Лучшая женская роль: Пенелопа Крус — «Возвращение» (Испания)
- Приз зрительских симпатий: «Возвращение» (Испания)